# Joseph Verminck
Joseph Marie Jacques Hilduard Verminck (Ieper, 7 september 1804 - Vlamertinge, 31 januari 1861) was een Belgisch notaris in Vlamertinge van 1832 tot 1860. op 27 december 1832 trouwde hij te Ieper met Idonie Jacqueline van Hoorebeke en uit dit huwelijk kwamen vier kinderen voort. Van 1836 tot 1842 was hij burgemeester van Vlamertinge. Vanaf 1860 tot aan zijn dood was hij notaris in Zonnebeke.